# La Fortuna (Costa Rica)
La Fortuna (vollständiger Name: La Fortuna de San Carlos) ist eine Stadt im Kanton San Carlos in der Provinz Alajuela in Costa Rica. „La Fortuna“ ist Spanisch für „Das Glück“.

## Geographie
La Fortuna liegt sechs Kilometer östlich vom Fuß des Vulkans Arenal entfernt und etwa 350 Meter über dem Meeresspiegel.

## Geschichte
Im Jahr 1850 erreichten die ersten Expeditionen die Region rund um den Ort. 1915 entstand mit dem Namen „La Palma“ die erste Ansiedlung der Region. 1930 wurde La Fortuna unter dem Namen „Caserío El Burío“ gegründet. 1948 wurde der Ort in den heutigen Namen La Fortuna umbenannt.
Lange hielt man den nahe gelegenen Arenal aufgrund seiner Inaktivität für keinen Vulkan. Nach dem Ausbruch des Vulkans am 29. Juli 1968 zog die Region zahlreiche Touristen an. Seitdem ist La Fortuna die wichtigste Ausgangsbasis für Ausflüge zum Arenal. Obwohl seit 2010 der Vulkan nichts mehr von seinem glühenden Inneren preisgibt, zählt der Ort und die Region weiterhin zu einem der beliebtesten Touristenziele Costa Ricas.

## Sehenswürdigkeiten
Neben dem nahegelegenen Nationalpark Volcán Arenal bietet der Ort zahlreiche natürliche Thermalquellen, die von heißer Lava erhitzt werden. Etwa fünf Kilometer außerhalb des Ortes liegt ein Wasserfall, der durch eine steile Schlucht 70 Meter in die Tiefe stürzt. In der Nähe des Wasserfalls beginnt der Wanderweg zum Cerro Chato, einem in unmittelbarer Nähe des Arenal gelegenen inaktiven Vulkan. Der Cerro Chato liegt mit seinem Kratersee etwa 1100 Meter hoch.

## Klimatabelle
|                       | Jan | Feb | Mär | Apr | Mai | Jun | Jul | Aug | Sep | Okt | Nov | Dez |   |      |
| Mittl. Tagesmax. (°C) | 24  | 24  | 26  | 27  | 27  | 27  | 26  | 26  | 27  | 26  | 25  | 24  | ⌀ | 25,8 |
| Mittl. Tagesmin. (°C) | 14  | 14  | 15  | 16  | 16  | 16  | 16  | 16  | 16  | 15  | 15  | 15  | ⌀ | 15,3 |
|                       |     |     |     |     |     |     |     |     |     |     |     |     |   |      |
| Regentage (d)         | 2   | 1   | 1   | 5   | 16  | 19  | 20  | 21  | 22  | 22  | 11  | 4   | Σ | 144  |

| 14 |

| 14 |

| 15 |

| 16 |

| 16 |

| 16 |

| 16 |

| 16 |

| 16 |

| 15 |

| 15 |

| 15 |

| 14 |

| 14 |

| 15 |

| 16 |

| 16 |

| 16 |

| 16 |

| 16 |

| 16 |

| 15 |

| 15 |

| 15 |

## Galerie

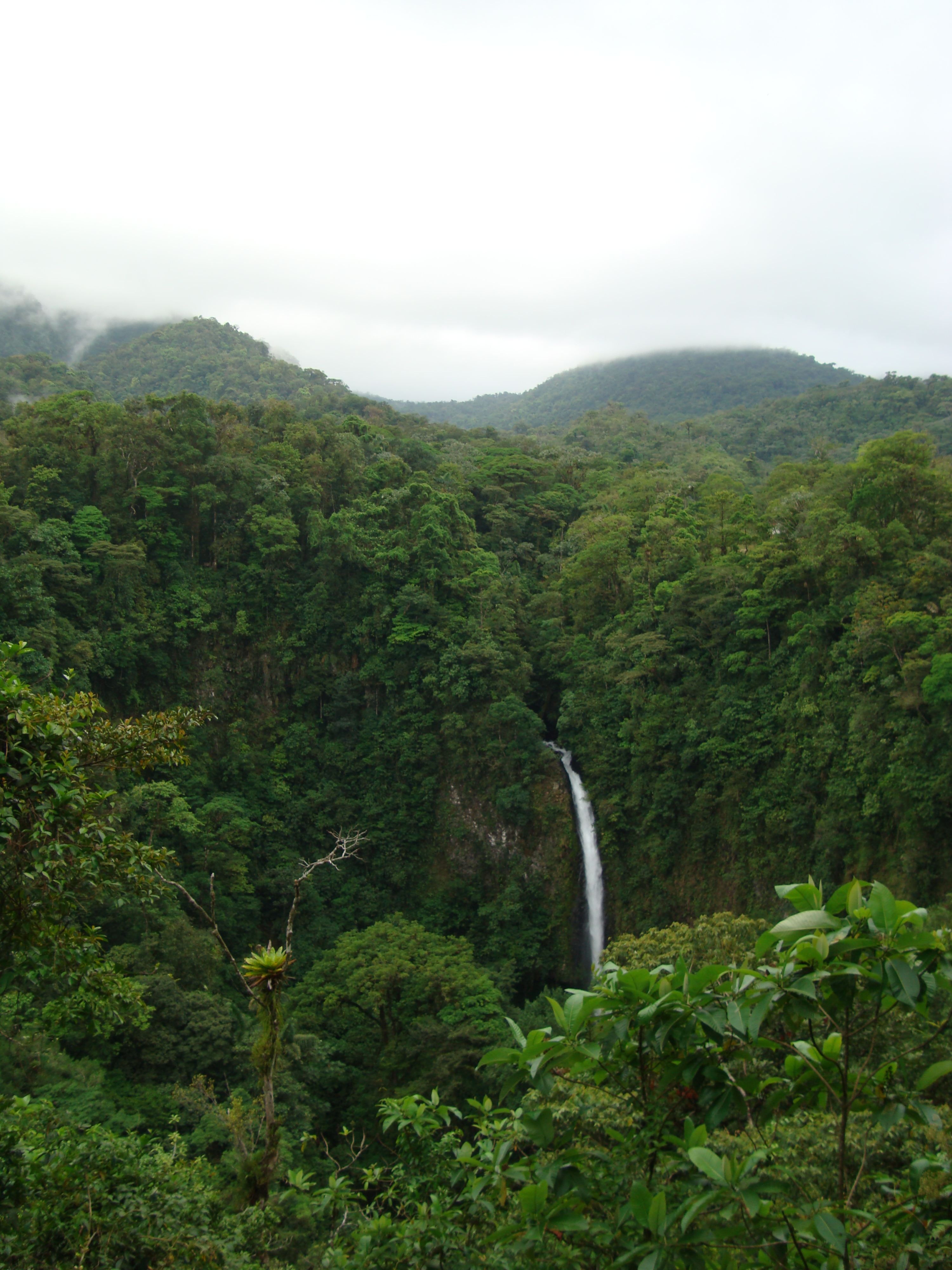
Wasserfall La Fortuna
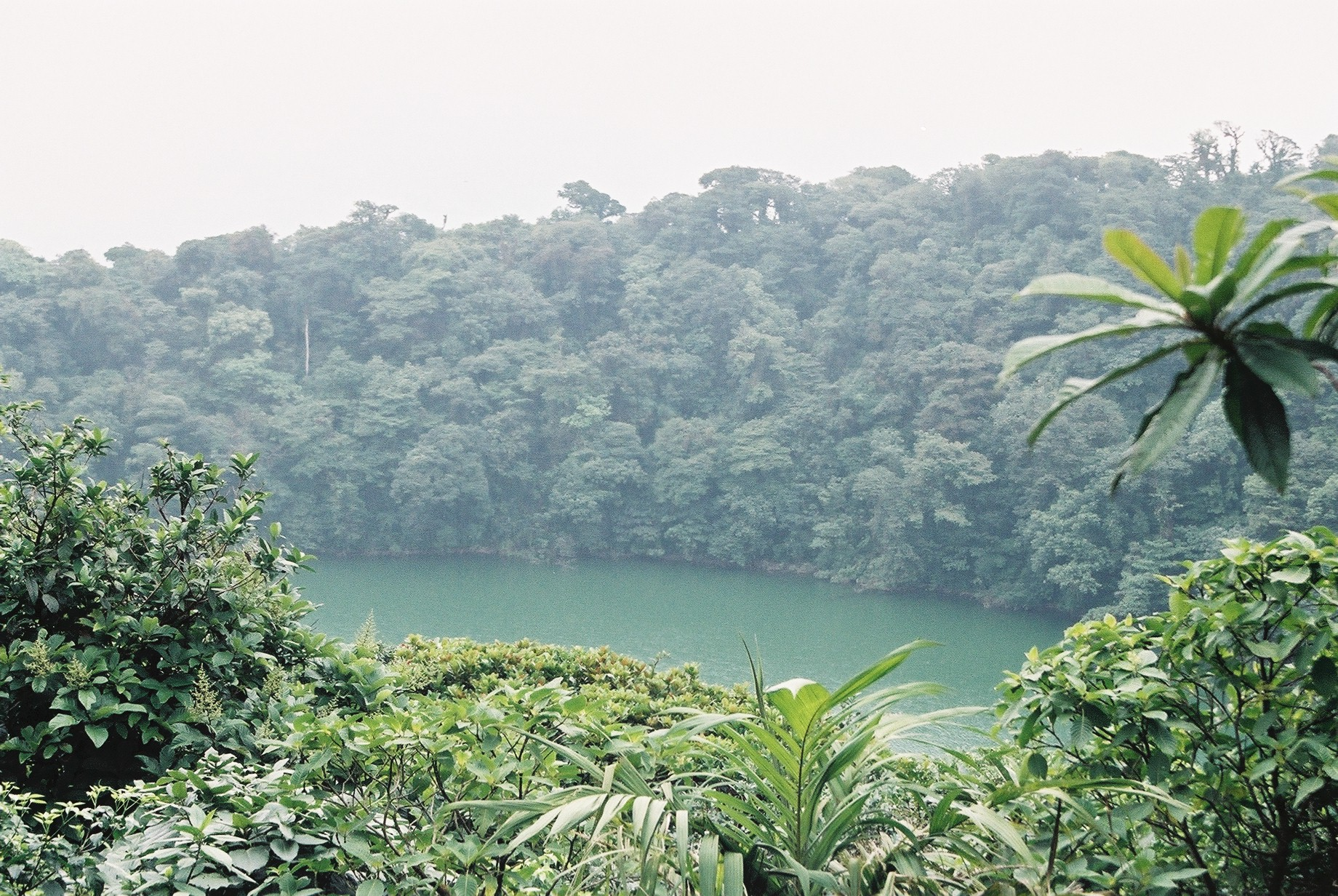
Vulkansee des  Cerro Chato